# Marc-en-peluche
Marc-en-peluche est une série web québécoise en 33 épisodes de 7 minutes. Elle a été créée et produite par Benoit Lach et Vincent Lafortune et est diffusée sur Télé-Québec depuis septembre 2016.
En France, depuis novembre 2018, les saisons 1 et 2 sont diffusées sur le groupe Canal avec les chaînes Canal+ Family et Télétoon+.
À travers ses personnages moralement ambigus, la série explore le sujet de l'intimidation à l’école et lui vaut d’être plébiscitée par la majorité des critiques.
La série a remporté de nombreux prix tant au Québec qu’à l’international. Elle a gagné le Grand prix d'excellence de l'Alliance Médias Jeunesse en 2018 a décroché deux fois le Prix Gémeaux de la meilleure émission ou série originale produite pour les médias numériques : jeunesse, et son acteur principal, Étienne Galloy, reçoit en 2016 le Gémeaux de la meilleure interprétation pour une émission ou série produite pour les médias numériques : jeunesse.

## Fiche technique
- Titre original : Marc-en-peluche
- Titre anglais : Fluffy Marky
- Réalisation : Benoit Lach (saisons 1, 2 et 3)
- Scénario : Benoit Lach et Vincent Lafortune
- Production : Blachfilms
- Producteur exécutif : Vincent Lafortune et Benoit Lach (saisons 1, 2 et 3)
- Musique : Antoine Binette-Mercier
- Durée : 7 minutes

## Distribution

### Personnages principaux
- Étienne Galloy : Marc (saisons 1 à 3)
- Michel Ledoux : Marionnettiste (saisons 1 à 3)
- Sandrine Bisson : Isabelle (saisons 1 à 3)
- Syvio Archambault : Pierre (saisons 1 et 2)
- Lenni-Kim Lalande : Jérôme (saisons 1 et 2)
- Louis-Julien Durso : Jérôme (saison 3)
- Marguerite Bouchard : Frédérique (saison 1 à 3)
- Luka Limoges : Théo (saison 1 à 3)
- Nicolas Lafontaine : Zach (saison 1 à 3)
- Marie-Ève Beauregard : Sandrine (saisons 1 à 3)
- Sandra Dumaresq : Mère de Jérôme (saisons 1 à 2)
- Richard Fréchette : Père de Jérôme (saisons 1 et 2)
- Juliette Gariépy : Mariloup (saisons 1)
- Dominique Larrivée : Joannie (saisons 1à 3)
- Kenayah Mupenda : Lin (saisons 1 à 3)
- Arnaud Soly : Professeur de science (saisons 1)
- Marc Larrivée : Père de Sandrine (saisons 1 et 2)
- Vincent Lafortune : Directeur d'école (saisons 1)
- François Caffiaux : Médecin (saisons 1)
- Charlie Flamand : Professeur d'anglais (saisons 1)
- ??? : Dr Chong, celui qui veut transformer tout le monde en marionnette (Saisons 3 et 4)
- ??? : Mireille, la chef des policiers (Saison 4)
- ??? : Dominique, un policier en lien avec les Snakes et le Dr Chong (Saison 4)

## Épisodes[4]

### Saison 1
1. La transformation
2. L'intégration
3. Le rejet
4. La chute
5. La revanche
6. L'illusion
7. L'espoir
8. Les origines

### Saison 2
1. La découverte
2. L’entraînement
3. L'antidote
4. Le découragement
5. Le cadeau
6. Le cul-de-sac
7. L'acceptation
8. La rédemption

### Saison 3
1. Le procès
2. La faille
3. L'antidote
4. L'emprisonnement
5. Où est Jérôme?
6. L'enrôlement
7. Le test
8. Le grand retour
9. Le plan

### Saison 4
1. L'évasion
2. Les prisonniers
3. L'apocalypse de peluche
4. L'échange
5. Les culs-de-sac
6. Le ripoux
7. L'antidote du Dr Chong
8. Le chapitre final

## Distinctions

### Récompenses
- Gagnant du Prix Gémeaux 2016 de la Meilleure émission ou série originale produite pour les médias numériques – jeunesse[3].
- Gagnant du Prix Gémeaux 2016 de la Meilleure interprétation pour une émission ou série originale produite pour les médias numériques – jeunesse : Étienne Galloy[5].
- Gagnant du Grand prix d’excellence 2018 de l’Alliance Médias Jeunesse[6].
- Gagnant du Prix d’excellence 2018 de l’Alliance Médias Jeunesse dans la catégorie Meilleure série télévisée ou websérie – contenu à valeur aspirationnelle[7].
- Gagnant du prix Meilleur scénario (Benoit Lach, Vincent Lafortune) au Vancouver Web Series Festival (en)[réf. nécessaire]
- Gagnant du Prix Best Family au Vancouver Web Fest 2017.[réf. nécessaire]
- Gagnant du Prix Meilleure websérie au Prix Numix 2017 dans la catégorie Fiction et dramatique[8]
- Gagnant du Prix de la Meilleure websérie internationale au Los Angeles Web Series Festival (en)[9].
- Gagnant aux Prix Gémeaux 2017 dans la catégorie Meilleure émission ou série originale produite pour les médias numériques: jeunesse.
- Gagnant du Prix Meilleure websérie au Prix Numix 2017 dans la catégorie Fiction et dramatique[8].

### Nominations
- Nomination au Numix 2016 dans la catégorie Production webtélé: Fiction et dramatique[réf. nécessaire].
- Nomination aux Prix Gémeaux 2016 dans la catégorie : Meilleure interprétation pour une émission ou série originale produite pour les médias numériques – jeunesse; Marguerite Bouchard, Luka Limoges et Nicolas Fontaine[réf. nécessaire].
- Nomination pour le Prix du public 2018 de l'Alliance Médias Jeunesse[10].
- Nomination pour le prix de la Meilleure websérie au Vancouver Web Fest 2018[11].
- Nomination pour le prix de la Meilleure conception sonore (Ronny CMartinez)[12]
- Nomination au Vancouver Web Fest 2018 dans la catégorie Best Family[réf. nécessaire].
- Sélection officielle au Hollyweb Fest 2018[13].
- Nomination pour Marguerite Bouchard et Étienne Galloy au Vancouver Web Fest 2017 dans les catégories Meilleur acteur et Meilleure actrice[11].
- Nomination pour Benoit Lach au Vancouver Web Fest 2017 dans la catégorie Meilleure réalisation[réf. nécessaire].
- Nomination pour Nicolas Fontaine au Young Artist Awards 2017 dans la catégorie Best New Media Performance – Teen Actor[réf. nécessaire].
- Nomination aux Prix Gémeaux 2017 dans la catégorie Meilleure interprétation pour une émission ou série originale produite pour les médias numériques: Étienne Galloy[réf. nécessaire].